# I guastanozze
I guastanozze è stato un programma televisivo italiano di genere commedia, andato in onda su Italia 1 in prima serata il 9 maggio 2012 con il titolo Questo pazzo pazzo matrimonio, il 23 dicembre dello stesso anno e il 6 gennaio 2013.

## Il programma
Il programma consiste in un matrimonio nel quale gli sposi, aiutati dai produttori, architettano scherzi contro gli invitati, rivelandoli agli stessi alla fine della trasmissione. Dopo la prima puntata del 9 maggio 2012, il programma sarebbe dovuto andare in onda anche il 16 ed il 23 maggio, ma ha chiuso per i bassi ascolti riscontrati all'esordio. Le puntate rimanenti vengono trasmesse il successivo 23 dicembre e il 6 gennaio 2013, col titolo mutato in quello attuale e con i presentatori sostituiti. La prima puntata è stata condotta e commentata dall'attrice Debora Villa e il comico Andrea Pucci, mentre le restanti sono state condotte da Fabio Alisei, Paolo Noise e Wender, provenienti dal programma Asganaway di Radio Deejay.

## Ascolti
La prima puntata è stata vista da 1.522.000 con uno share del 5.59%.
La seconda puntata è stata vista da 1.370.000 telespettatori con uno share del 5,42%.
La terza puntata è stata vista da 912.000 telespettatori con uno share del 3,33%.